# Чирсков Володимир Григорович
Володимир Григорович Чирсков (24 квітня 1935, станція Пітерка Пітерського району, тепер Саратовської області, Російська Федерація) — радянський діяч, міністр будівництва підприємств нафтової і газової промисловості СРСР. Член ЦК КПРС у 1986—1990 роках. Депутат Верховної Ради СРСР 11-го скликання. Народний депутат Російської РФСР у 1990—1993 роках. Кандидат технічних наук (1978), доктор технічних наук, професор. Член-кореспондент Російської академії природничих наук (РАПН) (1994), академік Російської інженерної академії (РІА) (1990).

## Життєпис
Народився в родині робітника.
У 1951—1955 роках — учень Саратовського нафтопромислового технікуму.
У 1955 році працював механіком будівельного управління № 4 тресту «Туймазанафтобуд» міста Октябрський Башкирської АРСР.
У 1955—1958 роках — у Радянській армії.
Член КПРС з 1958 року.
У 1958—1959 роках — механік, головний механік будівельного управління № 3 тресту «Туймазанафтобуд» міста Октябрський Башкирської АРСР.
У 1959 році — головний механік будівельного управління № 3 тресту «Башнафтопромбуд» міста Нефтекамська Башкирської АРСР. У 1959—1966 роках — головний механік тресту «Башнафтопромбуд» міста Нефтекамська Башкирської АРСР.
У 1966—1967 роках — начальник відділу механізації Головтюменнафтогазбуду в місті Тюмені.
У 1967—1973 роках — керуючий тресту «Тюменгазмеханізація».
У 1971 році закінчив Всесоюзний заочний фінансово-економічний інститут.
У 1973—1978 роках — начальник територіального головного управління із будівництва магістральних трубопроводів в районах Півночі і Західного Сибіру Міністерства будівництва підприємств нафтової і газової промисловості СРСР у місті Тюмені.
У 1978—1983 роках — заступник міністра, у 1983 — 21 лютого 1984 року — 1-й заступник міністра будівництва підприємств нафтової і газової промисловості СРСР.
21 лютого 1984 — 1 квітня 1991 року — міністр будівництва підприємств нафтової і газової промисловості СРСР.
У 1991—2005 роках — голова правління зовнішньоекономічної асоціації «Зовніштрубопровідбуд».
У жовтні 2005 — жовтні 2012 року — президент Російської спілки нафтогазобудівників.
Потім — персональний пенсіонер у Москві.

## Нагороди
- орден Леніна
- орден Жовтневої Революції
- орден Трудового Червоного Прапора
- орден Пошани (Російська Федерація) (22.12.2015)
- медалі
- Ленінська премія (1988)
- Державна премія СРСР (1977)